# Teorema de Brun–Titchmarsh
Em teoria analítica dos números, o teorema de Brun–Titchmarsh, devido a Viggo Brun e Edward Charles Titchmarsh, é um limite superior na distribuição dos números primos em progressão aritmética.

## Enunciado
Afirma que, se {\displaystyle \pi (x;q,a)} conta o número de primos p congruentes a a modulo q com p ≤ x, então
{\displaystyle \pi (x;q,a)\leq {2x \over \varphi (q)\log(x/q)}}
para todos q < x.

## História
O resultado foi provado por um método de crivos por Montgomery e Vaughan; anteriormente Brun e Titchmarsh provaram uma versão mais fraca desta desigualdade com um fator multiplicativo adicional de {\displaystyle 1+o(1)}.

## Aprimoramentos
Se q é relativamente pequeno, por exemplo, {\displaystyle q\leq x^{9/20}}, então existe um limite melhor:
{\displaystyle \pi (x;q,a)\leq {(2+o(1))x \over \varphi (q)\ln(x/q^{3/8})}}
Este resultado é devido a Y. Motohashi (1973). Ele usou uma estrutura bilinear no termo do erro no crivo de Selberg, descoberto pelo próprio. Posteriormente esta ideia de explorar estruturas nos erros de crivagem tournou-se um grande método dentro da teoria analítica dos números, devido à extensão feira por H. Iwaniec para o crivo combinatório.

## Comparação com o teorema de Dirichlet
Por contraste, o Teorema de Dirichlet sobre progressões aritméticas dá um resultado assintótico, que pode ser expressado por
{\displaystyle \pi (x;q,a)={\frac {x}{\varphi (q)\log(x)}}\left({1+O\left({\frac {1}{\log x}}\right)}\right)}
mas só se pode provar que isso vale para o intervalo mais restrito q < (log x)c para c constante: isto é o teorema de Siegel–Walfisz.